# Le Club champenois
Le Club champenois est un à-propos en 1 acte d'Eugène Labiche, représenté pour la 1re fois à Paris au théâtre du Gymnase le 8 juin 1848.

Collaborateur Auguste Lefranc.

Éditions Beck.

## Distribution
| Acteurs et actrices ayant créé les rôles |                   |
| Personnage                               | Acteur ou actrice |
| Un monsieur dans la salle                | Alcide Tousez     |
| Gindinet, instituteur primaire           | Hyacinthe         |
| Cassagnol, comédien                      | Levassor          |
| Pontcharrat, maire                       | Amant             |
| Crétinot, notaire                        | Kalekaire         |
| Buffetery, garde champêtre               | M. Masson         |
| Henriette, nièce de Pontcharrat          | Mlle Pauline      |